# Actinella carinofausta
Actinella carinofausta là một loài ốc đất liền hô hấp trên cạn, là động vật thân mềm chân bụng có phổi sống trên cạn thuộc họ Hygromiidae. Nó là loài đặc hữu của Bồ Đào Nha.